# Christian Kertsch
Christian Kertsch (n. 10 februarie 1839, Brașov, Comitatul Brașov, Imperiul Austriac – d. 10 martie 1909, București, România) a fost un arhitect și inginer brașovean, autor al mai multor clădiri reprezentative ale orașului. El a rămas în istoria Brașovului prin proiectarea (și execuția) noii aducțiuni de apă a orașului din anii 1891–1892.

## Biografie
Christian Kertsch s-a născut în 10 februarie 1839 la Brașov, ca fiu al unui meșter dulgher. După absolvirea a două clase de gimnaziu, a intrat ca ucenic la un maistru constructor.
În perioada 1856–1862 a urmat cursurile Politehnicii din Viena, unde a studiat matematica, fizica, geometria, mecanica, geodezia și îmbunătățirile funciare. În continuare a urmat Școala de Construcții și Inginerie din München, dar și Academia de Arte Frumoase. După terminarea studiilor s-a întors acasă specializat în construcții de poduri, de drumuri și de căi ferate, construcții hidrotehnice, dar și în conceperea decorațiilor la clădiri, profesia de arhitect neexistând oficial la acea vreme.
Christian Kertsch a fost căsătorit cu Eufemia Kertsch, iar fiul lor adoptiv, Christian Penescu Kertsch, de profesie inginer, stabilit ulterior la București, a fost inițiatorul înființării primului Club Rotary din România în primavara anului 1929. Tot el a deținut funcția de președinte al Uniunii Industriașilor din România în perioada interbelică.

## Viața și activitatea
În anul 1864 Christian Kertsch s-a stabilit în România, unde a ocupat diferite posturi de răspundere. El a fost arhitect în Ministerul Cultelor, apoi topograf al județelor Vlașca, Gorj, Suceava, inginer-șef pentru Concesiunea Strousberg la construirea căii ferate Făurei – Buzău. Pe baza proiectelor sale, s-au executat, de asemenea, o serie de clădiri publice, în diferite orașe din România.
Între anii 1873–1877 a fost inginerul orașului Ploiești, având un rol determinant în modernizarea orașului, prin proiecte care țineau atât de infrastructura orășenească, cât și prin proiecte de construcții, precum Școala de băieți, Palatul Băilor Municipale sau Casa Avram Ergas Mamaciu (azi Teatrul pentru copii „Ciufulici”).
În timpul Războiului Ruso-Turc (1877–1878), Christian Kertsch a fost șef al biroului tehnic la societatea Polyakov care a construit linia ferată Tighina–Galați, necesară pentru transportul trupelor rusești.
După terminarea războiului, și-a continuat activitatea în România, pînă în anul 1884, când a obținut prin concurs postul de inginer al orașului Brașov, post pe care l-a ocupat din 27 august 1884 până la data de 1 iulie 1903. Având experiență în proiectarea căilor ferate, a fost avocatul introducerii transportului cu tramvaiul în Brașov. Ca urmare, a fost construită între anii 1891–1892 linia suburbană Bartolomeu – Satulung, inaugurată în 1892. Acesta a fost primul tramvai mecanizat de pe teritoriul actual al României.

Apeductul Brașovului

Christian Kertsch a rămas în istoria Brașovului prin proiectarea (și execuția) noii aducțiuni de apă potabilă a orașului (1891–1892), cunoscută sub numele „Apeductul Christian Kertsch”. Deoarece sursele de apă potabilă folosite în secolul al XIX-lea nu mai satisfăceau nevoile populației în creștere, edilii din acea vreme ai Brașovului au dorit extinderea captărilor de izvoare. Proiectul elaborat de Christian Kertsch propunea aducerea apei din Valea Răcădăului, ocolind Tâmpa și depozitarea ei într-un rezervor de beton de 2.000 metri cubi, care urma să deservească Cetatea, Brașovul vechi și Blumăna, apa urmând să fie adusă în oraș prin țevi de oțel și țiglă. Instalația a fost construită între anii 1891–1892 sub conducerea lui Christian Kertsch, după cum stă mărturie inscripția de pe apeductul care încă mai este funcțional și care acum este alimentat din rețeaua publică.
„Vila Kertsch” a fost construită de arhitect drept locuința familiei sale, dar a fost apoi extinsă pentru a deveni hotel. Clădirea cu mai multe etaje, proiectată atât cu spații comerciale, cât și rezidențiale, a fost construită între anii 1886 și 1887 și a fost extinsă ulterior în 1894 și 1899. Proiectul vilei a fost inspirat după Castelul Miramare din Trieste, fiind o combinație de Rundbogenstil, Arhitectură neorenascentistă și Arhitectura neoclasică. Aici a avut loc la 5 decembrie 1896 prima proiecție de film din Transilvania (și prima de pe cuprinsul actualei Românii), la doar un an de la prima proiecție a fraților Lumière de la Paris. Vila a fost însă puternic avariată de cutremurele care au avut loc în 1904 și 1916, precum și de bombardamentul din aprilie 1944, după care nu a mai fost reconstruită în totalitate, fiind demolată ulterior, în anul 1970.
Unul dintre proiectele cele mai importante ale lui Christian Kertsch a fost noua „Redută”, sau Casa de Concerte din Brașov, construită între anii 1893–1894 din fondurile Băncii „Kronstadter Allgemeine Sparkasse”, cu destinația de sală de concerte după demolarea vechii „Redute” în anul 1892. Pe fațadă, în stilul renașterii italiene, se află busturile lui Wagner, Schumann, Mozart, Beethoven, Goethe, Schiller și Shakespeare.
În anul 1896 a fost decorat cu Crucea de aur cu coroană pentru merite.
Christian Kertsch s-a pensionat la 1 iulie 1903. A murit în data de 10 martie 1909 la București și a fost înmormântat în cimitirul comunității evanghelice din Șoseaua Giurgiului.

## Lucrări și galerie de imagini
- 1869 – Casa „Avram Ergas Mamaciu”, Ploiești (astăzi Teatrul pentru copii „Ciufulici” – secție a Teatrului „Toma Caragiu”)
- 1886 – Casa „Vărzar”, Brașov
- 1887 – Casa „Ghiță Popp”, Brașov
- 1887–1888, 1894, 1899 – Vila „Kertsch”, Brașov
- 1892–1893 – Sala de concerte „Reduta”, Brașov
- 1893 – Orfelinatul de băieți Sf. Gheorghe (astăzi Secția de Pneumologie a Spitalului din localitate)[14]
- 1898 – Palatul „Carl Czell”, Str. Mureșenilor nr.13, Brașov[15]
- 1902 – Casa „A. Tartler”, Brașov

Christian Kertsch a practicat stiluri arhitecturale istoriste, cu care a luat contact în timpul studiilor. El s-a remarcat pentru proiectele sale eclectice, în special neorenascentiste, Rundbogenstil, însă a experimentat și neogoticul. Arcul rotund care subîntinde o fereastră dublă și un medalion este unul dintre elementele sale definitorii, repetat în mai multe proiecte.

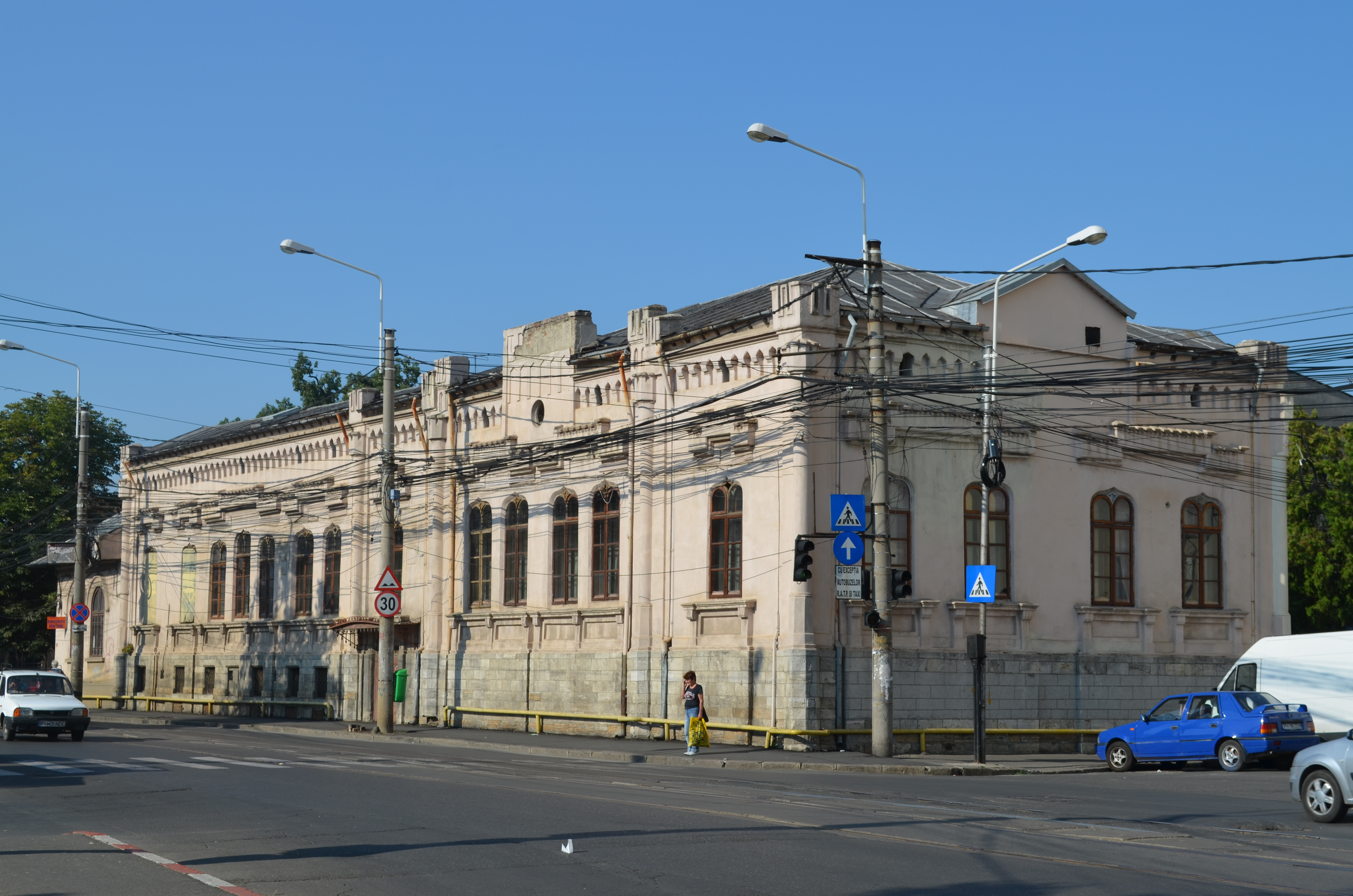
Casa Avram Ergas Mamaciu, azi Teatrul pentru copii „Ciufulici” din Ploiești
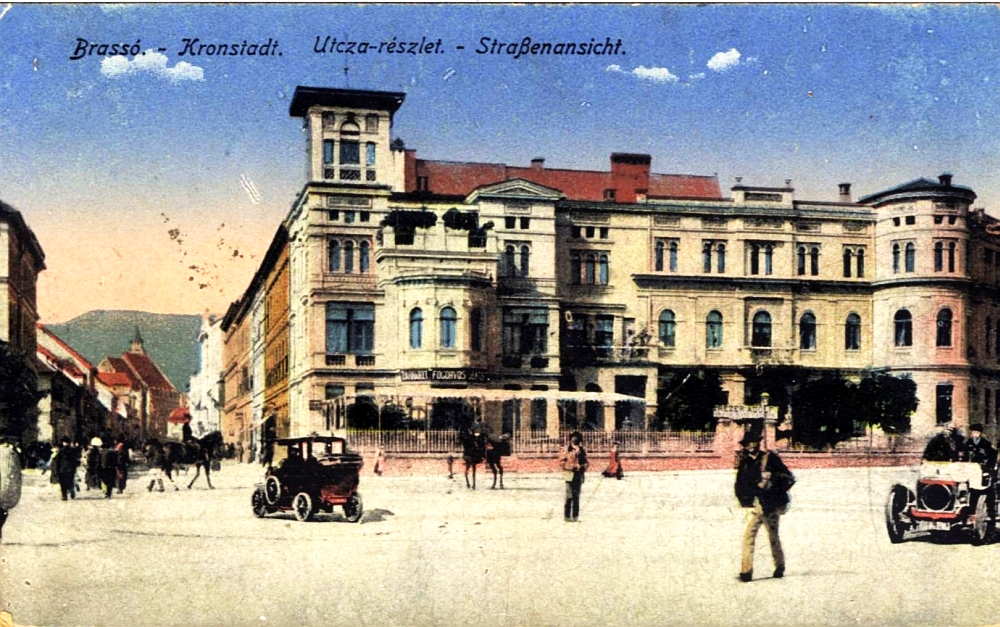
Vila Kertsch Brașov
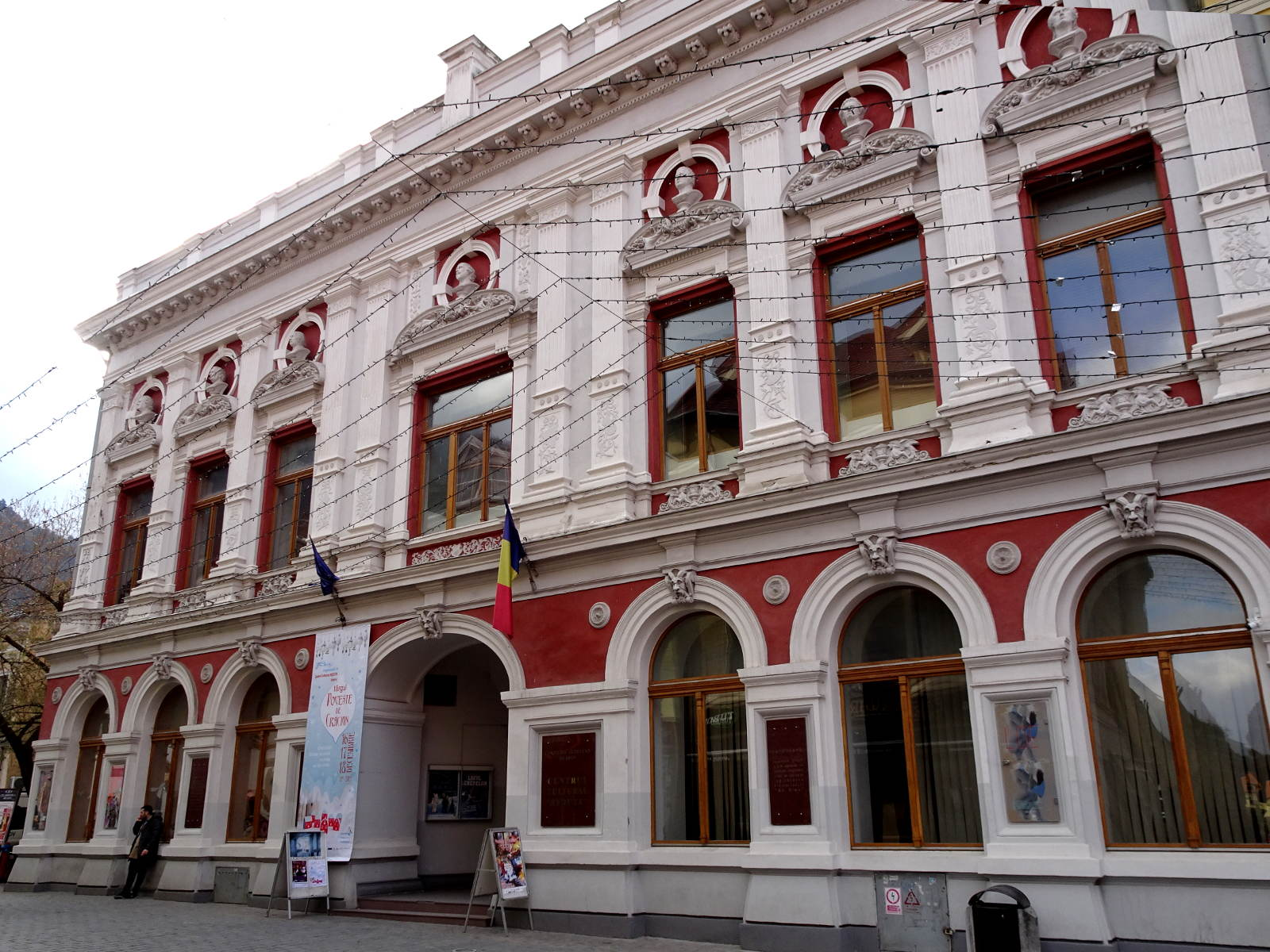
Centrul Cultural „Reduta” din Brașov
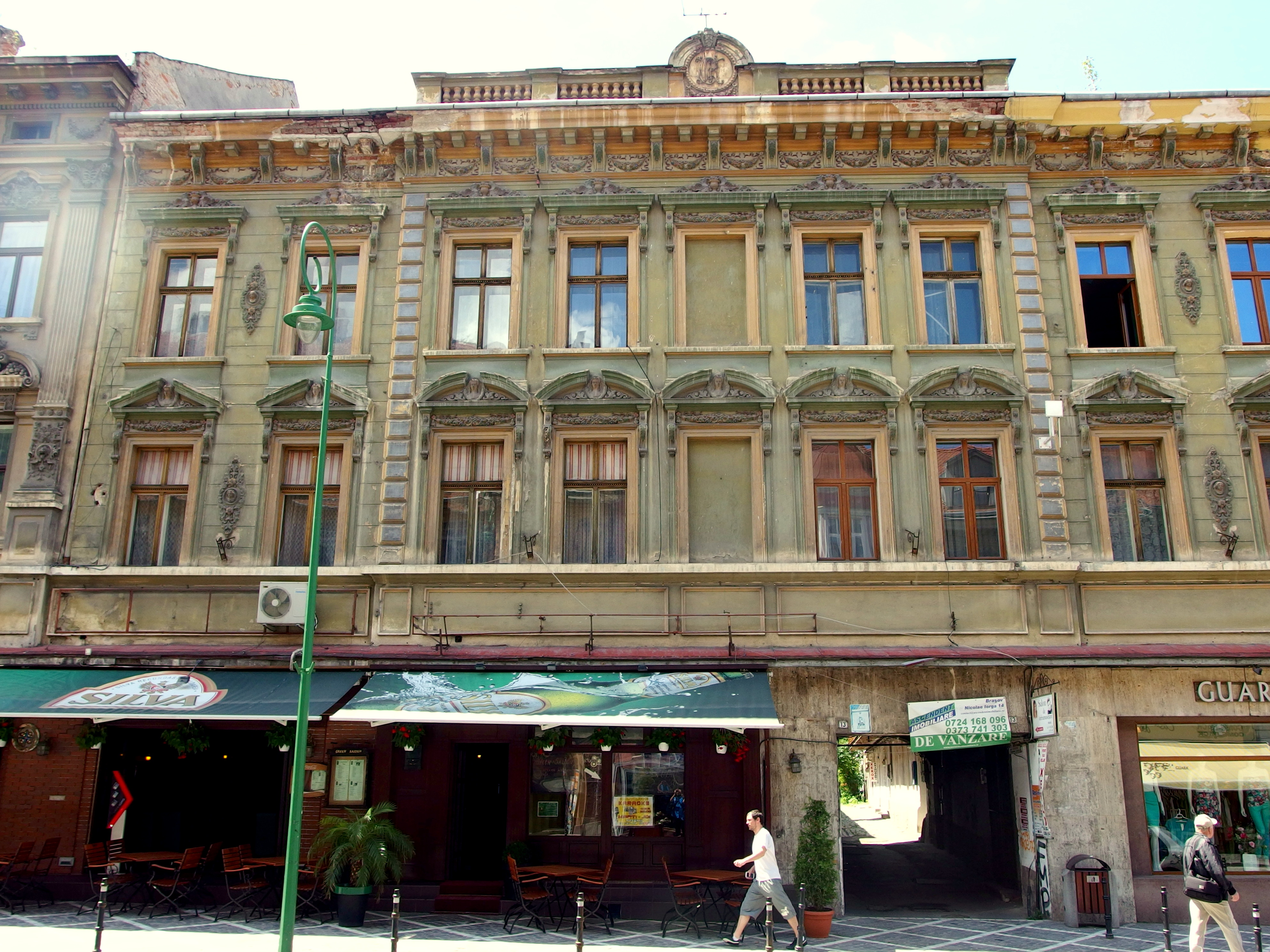
Palatul „Carl Czell” Brașov
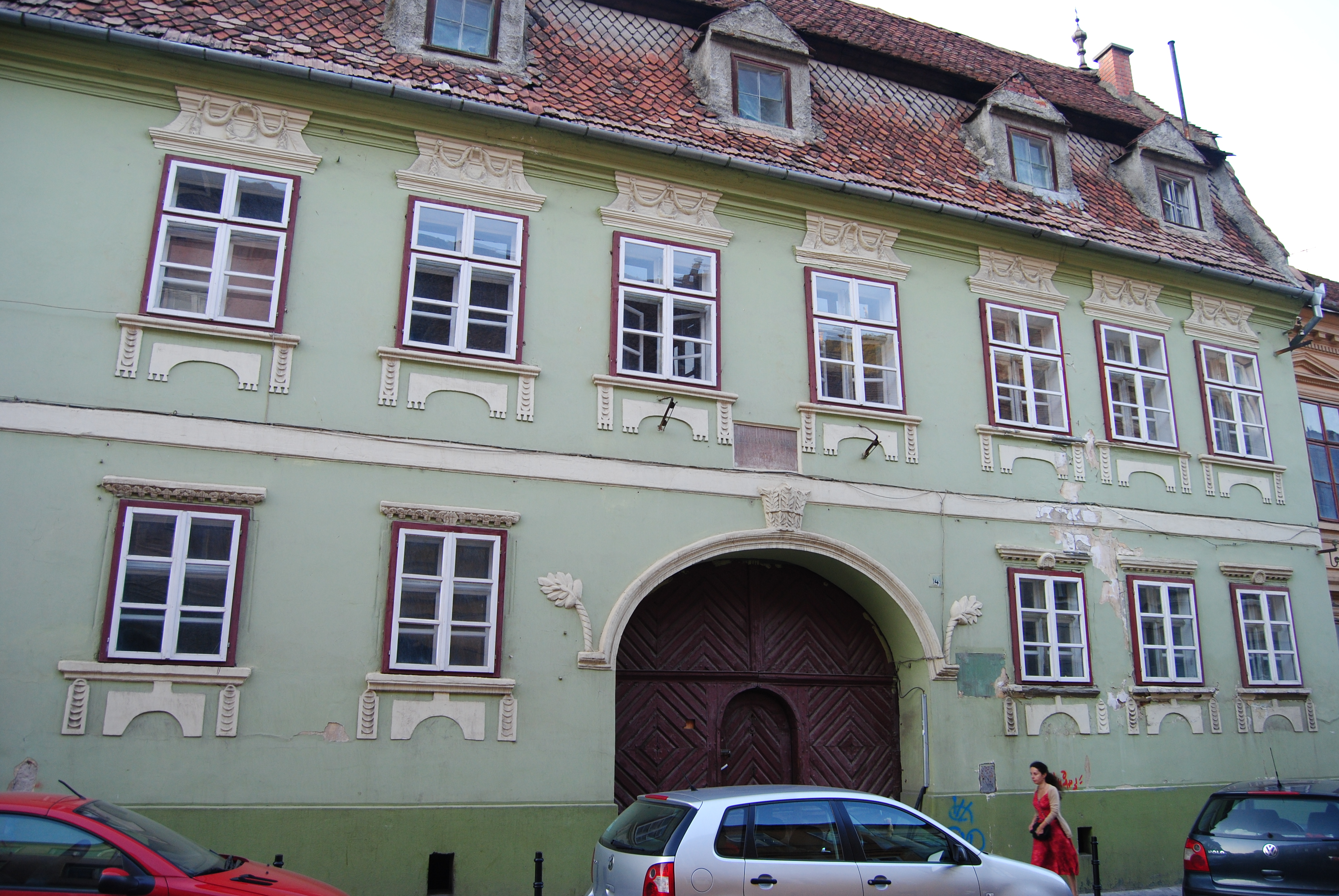
Casa „A. Tartler”, Brașov